# All time Lovin'
「all time Lovin'」（オール・タイム・ラヴィン）は、日本の声優・歌手である豊崎愛生の3枚目のオリジナルアルバム。2016年3月23日に発売された。

## 制作背景
豊崎は、好きなアーティストが作ってくれた楽曲でも音楽ライブでの観客との思い出でも、プレゼントを受け取っているような気持ちでいるという。豊崎は小さい頃に自分のお気に入りの物をクッキーの缶に入れていたことを思い出し、本作を子ども時代の宝物のようにしたいと考えた。今作は豊崎の音楽的な好みが色濃く反映され、「私が好きなものだったら、何でもアリ」というスタンスで製作された。豊崎は本作を「大好きな宝物をつめこんだ宝箱」と表現し、これは本作のリード曲『クローバー』の歌い出しである「思いのままつめこんだ小さな私の宝物（ゆめ）は」にも表れている。
前のアルバム『Love letters』以降、豊崎は田村歩美や佐藤タイジ（THEATRE BROOK）、つじあやの、蔡忠浩（bonobos）など様々なアーティストとコラボしたシングルを発表してきた。その2年半の間、豊崎はその時期の思いや興味ある事柄を音楽活動に取り入れ、その結果として本作には「豊崎愛生」というアーティストの人間性が鮮明に描かれたものとなった。例えば、テンションの高いグラムロックを求めて佐藤タイジに『叶えたまえ』を依頼したり、活動スピードが速いと感じて1回立ち止まりたいという気持ちで『ポートレイト』が作られた。曲に関してはディレクターやスタッフの提案から始まるものもあるが、歌詞に関しては豊崎自身の感情から始まっているという。音楽レビューサイト「Mikiki」のインタビュアー・森朋之は「（豊崎の）素の感情が真っ直ぐに感じられることが、このアルバムの生き生きとしたムードに繋がっていることは間違いないだろう」と評した。
森に「幅広い楽曲を歌うことでシンガーとして成長できたのではないか」と尋ねられた豊崎は、即座に「それはないですね」と否定した。豊崎によると、カッコつけようとするほど、上手く歌おうとするほど、自分の良くないところが出てしまうという。自分で自分を演じようとするより、必死になっている瞬間の歌の方が良いと考え、一生懸命に歌うことの大事さに気づいた2年半だったと豊崎は振り返った。

## 楽曲解説
本アルバム1曲目の『銀河ステーション』で豊崎は、作詞のコトリンゴと作曲のmitoに対し「エモい曲をお願いします」と無茶振りした。クラムボンの楽曲『yet』のエモーショナルさに衝撃を受けていたことが背景にあった。楽曲のモチーフは宮沢賢治の『銀河鉄道の夜』で、インタビュアーの森は「亡くなった友達と旅をするという物語を下敷きに、華やかさと憂いが交じり合う歌に仕上がっている」と評した。楽曲でピアノを担当しているコトリンゴについてディレクターは「守備力ゼロ」と形容し、豊崎は「攻撃的ピアノがかっこよくてかっこよくて」と述べている。
2曲目の『クローバー』は本作のリード曲であり、AKB48の楽曲『365日の紙飛行機』の作曲で知られるaokadoが手掛けた。この曲について豊崎は、自身の2011年の楽曲『春風 SHUN PU』を念頭に「柔らかくて優しい、少しだけ和の匂いがする曲があったら」という提案から生まれたと明かした。本作を総括している曲だという。
3曲目の『Uh-LaLa』は「思い切り夏っぽい曲」というコンセプトで作られた。「Mikiki」のレビュアー・土田真弓は、心浮き立つような夏の光景を描いたつじあやのの歌詞と「サーフなギター・フレーズやどこかモッドな音作りが印象的」な関淳二郎の編曲によりゴキゲンな一曲に仕上がったと評した。ポップカルチャーの情報サイト「MANTANWEB」の編集部のレビュアーは、軽やかなロックのリズム感の中にゆったりとした雰囲気もあると指摘した。豊崎の所属する声優ユニット・スフィアのアルバム『シャッフル -Precious 4 Stars-』（2022年1月26日発売）では、戸松遥がこの曲をカバーした。この曲のミュージックビデオで豊崎はひまわり柄のTシャツを着て歌っているが、豊崎はレコーディングの時「私の中でひまわりははるちゃん（戸松遥）のイメージで」「はるちゃんみたいに元気に歌いたい」と考えていた。
4曲目の『恋するラヴレター』について豊崎は、本作にはグラムロックの『叶えたまえ』も収録されるのだから、ロックンロールをやるなら今だと考えた。楽曲を手掛けたROLLYが所属するロックバンド・すかんちの楽曲『恋するマリールー』を意識して曲名を「恋する〜」にしてもらった。豊崎としては意外性を出したつもりはなかったものの、スフィアのメンバーからは驚かれてしまったという。
5曲目の『ほおずき』はシングル『Uh-LaLa』が初出であり、豊崎の楽曲で初めて蔡忠浩が手掛けた。土田は「黄昏れた空気を演出するフルートの旋律」に「時折挿入されるダブ・ミックスが甘酸っぱい郷愁を助長する」と評し、MANTANWEBのレビュアーは「夏祭りの思い出をつづった歌詞が郷愁を誘う」と評した。豊崎によると、夏のシングルに収録される曲なので自身の「個性的な」思考回路により夏から連想を繋げ、行き着いたbonobosに楽曲を依頼したとのことである。
6曲目の『ディライト』は、2ndツアーの最後の公演で初めて披露しており、豊崎は「旅の途中で君と会って」という歌詞に自身のツアーの思い出を重ねたという。前のアルバム『Love Letters』から半年後、本作へ向け制作を再開した最初の曲である。田村歩美（たむらぱん）が手掛けたこの曲について、土田は「人生の岐路に耳にしたらたまらなくグッときそうな春ソング」と評し、サビの「バイバイバイ」という歌詞の切なさを特筆した。アルバム『シャッフル -Precious 4 Stars-』において、高垣彩陽がカバーした。
7曲目の『トマト』は女性から男性へ向けたラブソングで、この曲のデモはかなり前から存在し、豊崎はこの曲をずっと温めていたと明かした。豊崎の楽曲では「ぼく」という一人称の曲が多かったが、この曲では明確に「わたし」を用い、それまで以上に狭い世界を意識して歌った。土田は、軽やかなバンドとラブリーなコーラスから「二人の温かい関係性が伝わる」と評した。元・ズータンズのじんプラットホームが作詞と作曲を、橋口靖正が編曲を担当した。豊崎はこの曲について「大切な人に向けてピンポイントで歌ったラブソング」と自己分析している。
8曲目の『ポートレイト』は、ロックバンド・The Remember Meの中村僚と友の兄弟が手掛けたピアノ・バラードである。土田は古屋真による作詞を「歌い手の心情を普遍性をもって言語化することに長け」ていると評し、また豊崎の歌唱についても「言葉を噛み締めるかの如き丁寧な歌唱が感動を呼ぶ」と述べた。

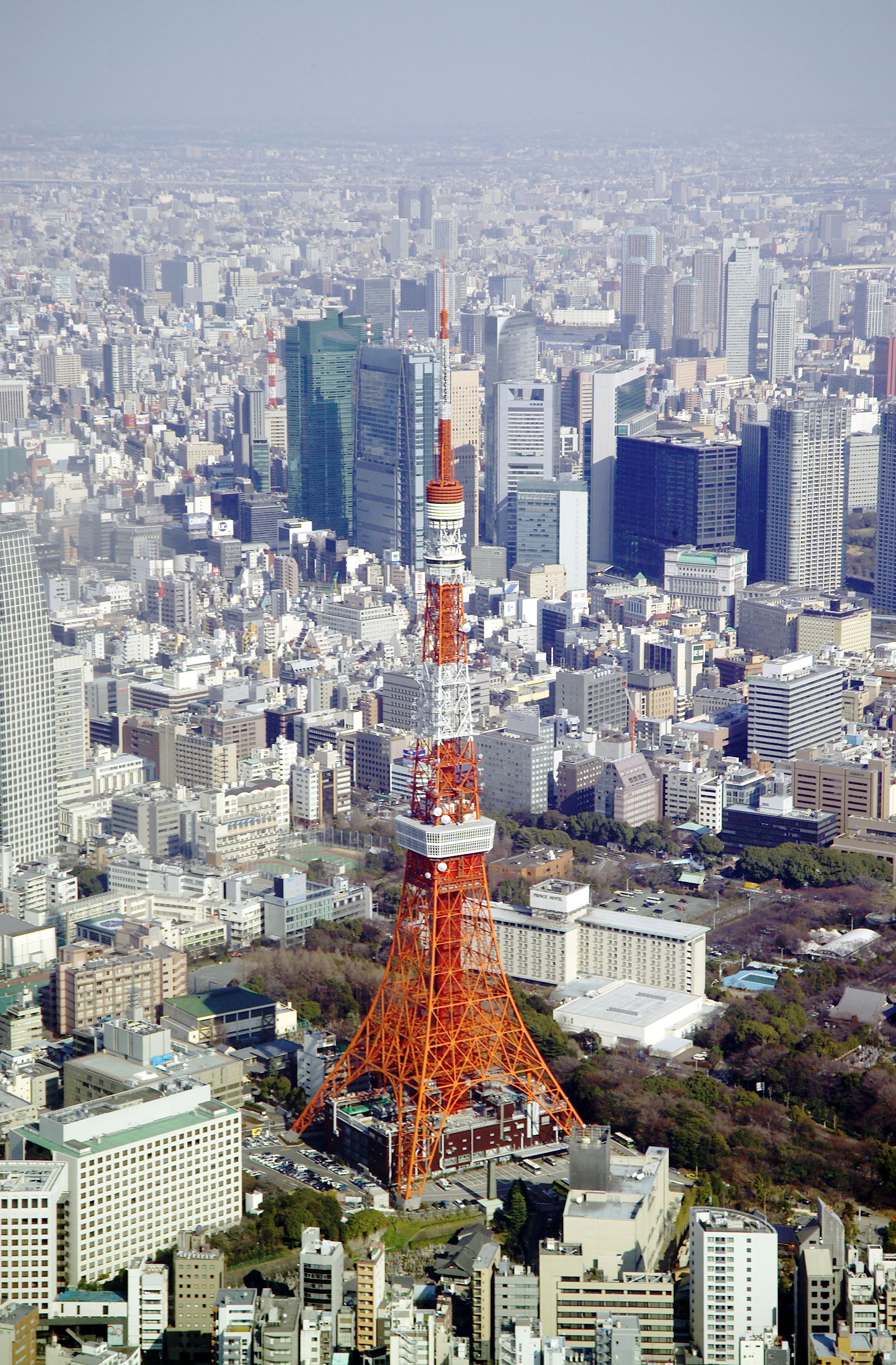
東京タワー（東京都港区）

9曲目の『叶えたまえ』はシングル表題曲であり、ロックバンドのT・レックスに着想を得たというCDジャケットにもグラムロックの要素が現れている。歌詞は、時空を超えた大きな愛を伝えている。『叶えたまえ』のシングルでは、カップリング曲である『トマト』を先にレコーディングしていた。佐藤タイジの所属するTHEATRE BROOKが別のスタジオで同じ時間帯にセッションしていたのを豊崎が見学していたところ、佐藤は豊崎にラフ段階の『叶えたまえ』の歌詞を渡し、突発的にセッションを始めることとなった。『叶えたまえ』のレコーディングの際、豊崎はこのセッションの雰囲気を思い出しながら、自分らしく大きな声で歌うことを心がけた。豊崎によると「大きなものに向かって歌う愛」の歌だという。
10曲目の『シャムロック』は古屋真と関淳二郎が手掛けた。土田は「かかと弾ませて行きましょう♪」といった歌詞に着目し、「軽快に刻まれるビートやクラップがウキウキと街を行く主人公の姿を浮かび上がらせる」と評した。
11曲目の『タワーライト』で、豊崎はAPOGEEの永野亮に東京タワーの曲を作ってほしいとお願いした。本アルバムの新曲の制作を始めた頃であった。徳島出身の豊崎にとって、東京の真ん中に堂々と立つ東京タワーは憧れの存在であり、数々の思い出があるという。豊崎はよくAPOGEEのCDを聞きながら鼻歌で歌っていた。今回、永野がコーラスで参加し、夢が叶ったと豊崎は述べた。また、豊崎はこの曲で少しだけギターを弾いた。
12曲目の『一千年の散歩中』は、9枚目のシングル『CHEEKY』を手掛けた安藤裕子による楽曲である。森は、繊細で雄大な旋律と前向きなフレーズが広がるバラードと評した。豊崎もこの曲を『CHEEKY』と対比し「前向きな気持ちにさせてくれる曲」と位置付けた。30代を目前とした豊崎の心情とも重なり、レコーディングで一番緊張したという。豊崎は安藤からデモを受け取った時から、この曲はアルバムの最後に入れようと決めており、「歌の中にいる理想の自分を飾らずに等身大の自分が歌うイメージ」と表現した。この曲は豊崎がメイン・パーソナリティを務めるラジオ番組『豊崎愛生のおかえりらじお』のエンディングテーマとして使用されている。

## アルバムリリース
本アルバムは2016年3月23日に発売された。初回生産限定盤と通常盤の2形態で販売され、初回生産限定盤にはリード曲『クローバー』のミュージックビデオとテレビCMの収録されたDVDが付属する。
本アルバムはオリコンチャートのアルバムランキングに3週登場し、最高位は10位だった。

## ライブ・パフォーマンス

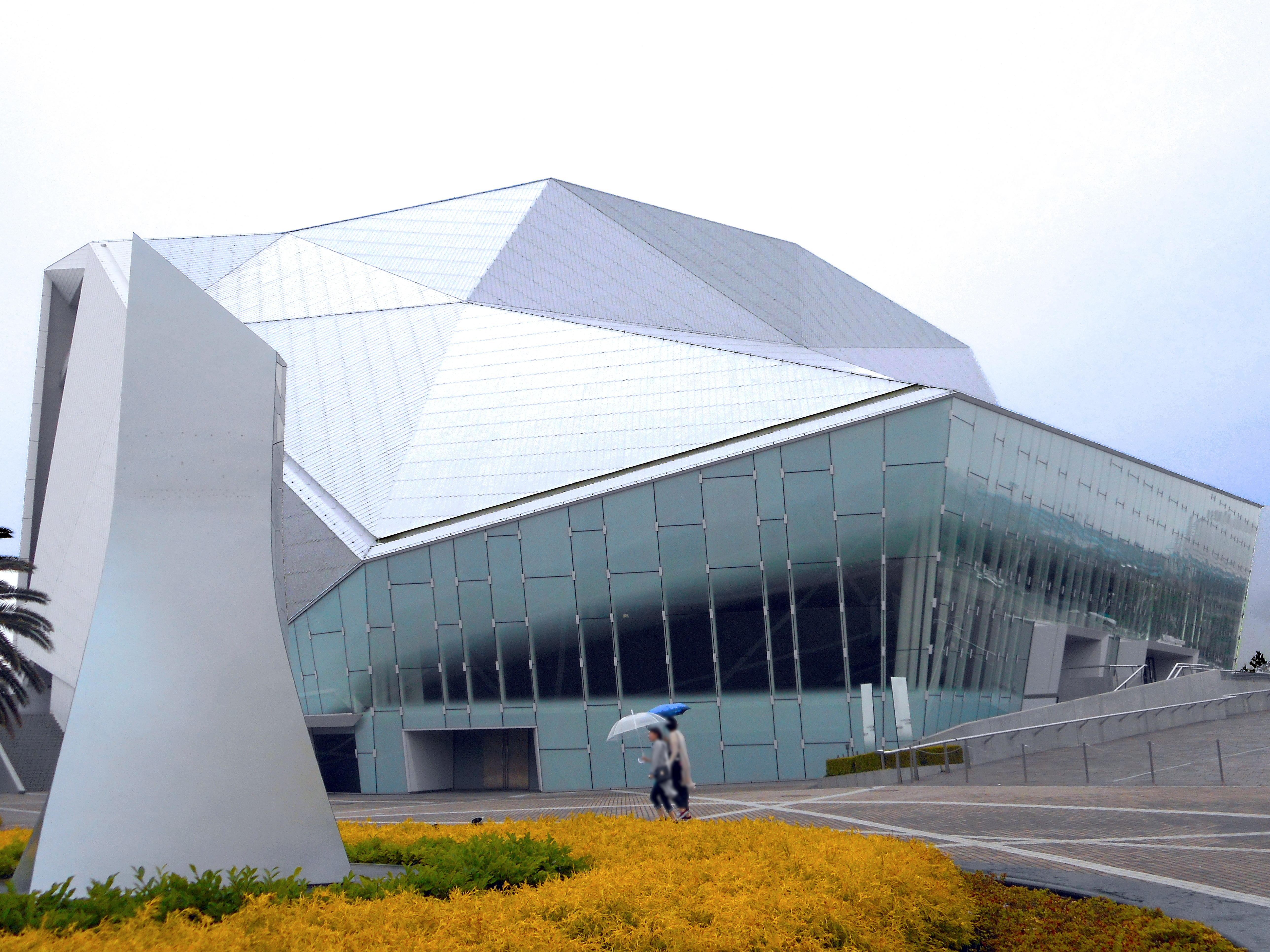
舞浜アンフィシアター（千葉県浦安市）

本作の発売に伴い、全国ツアー「豊崎愛生 3rdコンサートツアー2016 The key to Lovin'」が開催された。2016年5月29日の舞浜アンフィシアター（千葉公演）に始まり、6月11日の愛知公演、6月12日の大阪公演、6月25日の地元・徳島公演、7月17日の神奈川公演、7月24日の中野サンプラザ（東京公演）をもって全日程を終えた。途中、徳島公演において、豊崎の14枚目のシングル『Walk on Believer♪』が2016年8月31日に発売されると発表された。
このツアーの模様を収めたBlu-ray『豊崎愛生 3rdコンサートツアー2016 The key to Lovin' Blu-ray』が2017年5月31日に発売された。それに先立つ5月21日、先行上映会がアクアシティお台場のユナイテッド・シネマ（東京都）にて行われ、豊崎による舞台挨拶も行われた。

## アルバム収録内容
| #   | タイトル             | 作詞               | 作曲               | 編曲             | 時間 |
| --- | -------------------- | ------------------ | ------------------ | ---------------- | ---- |
| 1.  | 「銀河ステーション」 | コトリンゴ         | mito               | mito、室屋光一郎 | 4:56 |
| 2.  | 「クローバー」       | aokado             | aokado             | aokado           | 4:34 |
| 3.  | 「Uh-LaLa」          | つじあやの         | つじあやの         | 関淳二郎         | 4:31 |
| 4.  | 「恋するラヴレター」 | ROLLY              | ROLLY              | 長谷川智樹       | 4:19 |
| 5.  | 「ほおずき」         | 蔡忠浩             | 蔡忠浩             | 蔡忠浩、武嶋聡   | 4:52 |
| 6.  | 「ディライト」       | 田村歩美           | 田村歩美           | 田村歩美         | 4:32 |
| 7.  | 「トマト」           | じんプラットホーム | じんプラットホーム | 橋口靖正         | 5:22 |
| 8.  | 「ポートレイト」     | 古屋真             | 中村僚、中村友     | 中村友、石倉一   | 5:01 |
| 9.  | 「叶えたまえ」       | 佐藤タイジ         | 佐藤タイジ         | THEATRE BROOK    | 4:15 |
| 10. | 「シャムロック」     | 古屋真             | 関淳二郎           | 関淳二郎         | 3:57 |
| 11. | 「タワーライト」     | 永野亮             | 永野亮             | 永野亮           | 3:23 |
| 12. | 「一千年の散歩中」   | 安藤裕子           | 安藤裕子           | 森俊之           | 4:57 |

| #  | タイトル                                   | 作詞 | 作曲・編曲 |
| -- | ------------------------------------------ | ---- | ---------- |
| 1. | 「クローバー」(Music Clip)                 |      |            |
| 2. | 「all time Lovin'」(TV SPOT 15sec & 30sec) |      |            |